# Sylvie Maret
Pour les articles homonymes, voir Maret.
Sylvie Maret est une lutteuse libre française.
Aux Championnats du monde, elle est médaillée d'argent en lutte libre dans la catégorie des moins de 57 kg en 1987 à Lørenskog.